# Steve Kanaly
Steve Kanaly, född 14 mars 1946 i Burbank, Kalifornien, är en amerikansk skådespelare.
Han är mest känd som Ray Krebbs i TV-serien Dallas. Han har även spelat i andra filmer som bland annat Vinden och lejonet och Hämnden är ljuv.